# Deficyt lizosomalnej kwaśnej lipazy
Deficyt lizosomalnej kwaśnej lipazy (ang. lysosomal acid lipase deficiency, LAL-D)
Deficyt kwaśnej lipazy, enzymu lizosomalnego może prowadzić do dwóch różnych w przebiegu chorób: choroby Wolmana, kiedy niedobór aktywności jest bardzo duży, i do choroby spichrzania estrów cholesterolu (cholesteryl ester storage disease, CESD), kiedy niedobór jest mniejszy. Obie choroby dziedziczą się autosomalnie recesywnie.
W chorobie Wolmana głęboki niedobór aktywności lizosomalnej kwaśnej lipazy prowadzi do masywnego gromadzenia się trójglicerydów oraz estrów cholesterolu w większości tkanek szczególnie w wątrobie i śledzionie, i prawie zawsze prowadzi do zgonu jeszcze w okresie niemowlęcym. Nieprawidłowości metabolizmu lipidów stają się klinicznie widoczne już w pierwszych tygodniach życia. Głównymi objawami są: narastające powiększenie wątroby i śledziony, wymioty, tłuszczowe stolce, zahamowanie rozwoju oraz zwapnienie nadnerczy.
Choroba spichrzania estrów cholesterolu przebiega łagodniej, jest wywołana mniejszym niedoborem aktywności lizosomalnej kwaśnej lipazy. Nieprawidłowości metabolizmu lipidów stają się klinicznie widoczne w pierwszej lub drugiej dekadzie życia. Dotyczą głównie wątroby i śledziony, które ulegają powiększeniu, i podwyższonego poziomu cholesterolu. Stłuszczenie wątroby może prowadzić do marskości wątroby. Hipercholesterolemia może być przyczyną przedwczesnej miażdżycy oraz powikłań naczyniowych. Choroba powinna być uwzględniona w diagnostyce różnicowej przewlekłych chorób wątroby o nieustalonej etiologii (atypowe stłuszczenie wątroby bez obecności otyłości), jak również u pacjentów z dyslipidemią (złożoną hyperlipidemią z niskim poziomem HDL).

## Częstość występowania
Częstość występowania choroby Wolmana nie jest dokładnie znana, ale ocenia się ją na bardzo rzadko występującą (mniej niż 1 na 100 000 żywych urodzeń). W Polsce do roku 1994 zdiagnozowano i opisano dwóch pacjentów. Częstość występowania choroby spichrzania estrów cholesterolu nie jest dokładnie znana, a ocena częstości występowania w ogólnej populacji najczęstszej mutacji (E8SJM) wykazała, że choroba może być znacznie nierozpoznawana. W Polsce do roku 1994 dzisiejszego  zdiagnozowano dziewiętnastu pacjentów. Wiele z chorób lizosomalnych, podobnie jak i innych chorób dziedziczących się w sposób autosomalny recesywny występuje znamiennie częściej w pewnych populacjach, co jest wynikiem zaistniałego efektu założyciela i związków małżeńskich w obrębie tej samej populacji, może to być warunkowane sytuacją geograficzną, konfesyjną i obyczajową.

## Diagnostyka
Podstawą rozpoznania deficytu lizosomalnej kwaśnej lipazy jest stwierdzenie niedoboru/braku aktywności LAL w leukocytach krwi obwodowej, hodowanych fibroblastach skóry, a ostatnio w suchej kropli krwi. Możliwość wykonania badania enzymatycznego w suchej kropli krwi umożliwia szybkie rozpoznanie. 
Za deficyt aktywności LAL odpowiadają różne mutacje genu LIPA zlokalizowanego na chromosomie 10q23.2-q23.3, kodującego białko lizosomalnej kwaśnej lipazy. Konsultacja genetyczna jest wskazana dla rodziców i rodzeństwa probantów celu określenia ryzyka posiadania chorego dziecka. Jeżeli znana jest mutacja/mutacje występująca w rodzinie, rozpoznanie może być szybko uzyskane przy pomocy molekularnej analizy pobranego materiału. 

## Postępowanie terapeutyczne
Dotychczas możliwe było tylko leczenie paliatywne, np. transfuzje krwi w łagodzeniu niedokrwistości, wyrównywanie niedoczynności nadnerczy.
Badania nad leczeniem enzymatycznym z użyciem rekombinowanej LAL u pacjentów z chorobą Wolmana są obecnie w toku (www.clinicaltrials.gov identifier: NCT01371825).